# Donald Ewen Cameron
Donald Ewen Cameron (ur. 24 grudnia 1901 w Szkocji, zm. 8 września 1967 w Lake Placid) – amerykański lekarz psychiatra szkockiego pochodzenia, autor techniki „psychic driving”, drugi prezydent Światowego Stowarzyszenia Psychiatrycznego. Brał udział w tajnym projekcie MKUltra, podawał pacjentom bez ich wiedzy leki nasenne w dawkach powodujących wielotygodniowe śpiączki i zakładał im na głowy kaski z wmontowanymi głośnikami. Postać Donalda Camerona pojawia się w szkockim filmie Eminent Monsters (2020).